# Maria von Bethanien

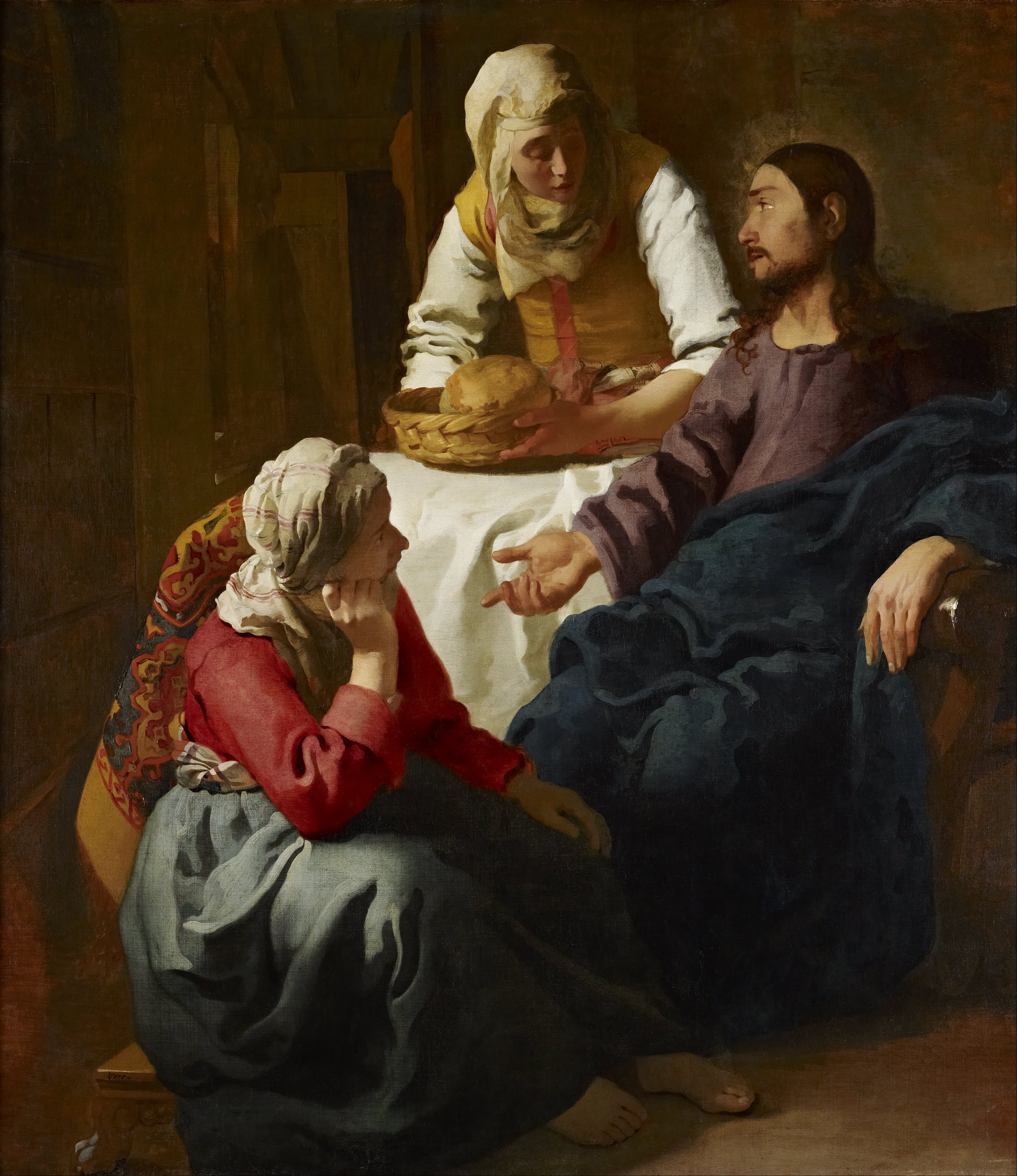
Christus bei Maria und Martha, Jan Vermeer, vor 1654–1655

Maria von Bethanien (auch Betanien, siehe Schreibung biblischer Namen) ist eine Gestalt im Neuen Testament.

## Die Darstellung in den Evangelien
Erwähnt wird Maria von Bethanien in biblischen Erzählungen im 10. Kapitel des Lukasevangeliums sowie im 11. Kapitel des Johannesevangeliums. Beide Darstellungen zeigen Gemeinsamkeiten, aber auch deutliche Unterschiede (siehe Martha von Bethanien).
Die Überlieferung der katholischen Kirche hat Maria von Bethanien zuweilen mit Maria Magdalena gleichgesetzt, außerdem mit jener „Sünderin“, die nach dem Lukasevangelium Jesus die Füße wusch, als er bei dem Pharisäer Simon zu Gast war (Lk 7,37–50 ). Dies liegt wohl daran, dass nach dem Johannesevangelium (Joh 11,1–2 ) (Joh 12,1–3 ) auch Maria von Bethanien Jesu Füße salbte. Sie wird dabei aber nicht als Sünderin bezeichnet.

## Gedenktage
Maria von Bethanien hat im Allgemeinen Römischen Kalender (Generalkalender) der römisch-katholischen Kirche seit dem 2. Februar 2021 einen Gedenktag gemeinsam mit Lazarus und Martha von Bethanien.
Damit greift die römisch-katholische Kirche eine Tradition auf, die in anderen Gemeinschaften bereits bestand: Im Kalender der Evangelisch-Lutherischen Kirche in Amerika und der Lutherischen Kirche – Missouri-Synode hat Maria von Bethanien einen Gedenktag am 29. Juli, gemeinsam mit ihren Geschwistern Lazarus und Martha, während an Maria Magdalena auch hier am 22. Juli erinnert wird. Die anglikanische Kirche gedenkt der Schwestern Martha und Maria von Bethanien ebenfalls am 29. Juli, die orthodoxe Kirche am 4. Juni.